# Johannes Franke (Mediziner)
Johannes Franke (* 1. Januar 1545 in Hildesheim; † 12. April 1617 in Budissin) war ein deutscher Arzt und Botaniker.

## Leben
Franke, der sich wegen seiner Herkunftsstadt auch „Hildesius“ nannte, kam bereits im 12. Lebensjahr zur Erziehung nach Kosel im schlesischen Fürstentum Sagan, und wurde 1565 an der Universität Frankfurt an der Oder immatrikuliert, wo er drei Jahre studierte. 1568 wechselte er an die Hohe Schule Wittenberg. Dort soll er zwei Jahre lang studiert und mit dem Magister abgeschlossen haben. Um 1570 studierte er in Straßburg, wo er Philosophie und Medizin studierte. Dort hatte er unter anderem mit dem Arzt Michael Schütz gen. Toxites sowie dem Stadtadvokaten Johann Nervius Kontakt.
In seiner Straßburger Zeit unternahm Franke Reisen in mehrere Städte, unter anderem nach Basel (zu Adam von Bodenstein) und auch nach Paris.
Von 1572 bis 1575 war Franke Konrektor an der Schule in Sorau in der Lausitz. Ab 1576 studierte er in Montpellier sowie Valence und wurde in Montpellier 1577 zum Doctor Medicinae promoviert. Nach seiner Rückkehr aus Frankreich wurde er zum Leibmedicus des Anhaltiner Fürsten Joachim Ernst († 1587) und vom Rat der Stadt Zerbst zum Physikus bestellt. 1581 folgte die Anstellung als Stadtphysikus von Kamenz, wo er 1590 Bürger wurde. In seiner Zeit in Kamenz hatte er Kontakt mit zahlreichen Botanikern, besonders mit Leonhard Thurneysser zum Thurn und unternahm hier auch zahlreiche Exkursionen, die die Grundlage für sein Hauptwerk, den „Hortus Lusatiae“ bildeten. Zudem betrieb er in dieser Zeit geschichtlich-landeskundliche Studien.
Wegen Auseinandersetzungen mit dem Kamenzer Stadtschreiber zog Franke 1600 nach Budissin, wo er bis zu seinem Tode lebte und wo er auch seine letzte Ruhestätte fand.

## Bedeutung
In seinem „Hortus Lusatiae“ von 1594, einem der frühesten Florenwerke überhaupt, zählt Franke nicht nur zahlreiche Arten auf, die in der Lausitz vorkommen, er gibt auch zu zahlreichen Arten Hinweise auf deren Wuchsort. So beschreibt er Cirsium palustre wie folgt: Carduus palustris, procerus, tricubitsalis, Ein lang distel geschlecht so an feuchten Orten sehr gemein. Neben wild wachsenden Pflanzen und Arten der Gartenflora zählt Franke auch 17 Sippen von Pilzen auf, so beispielsweise Coprinus micaceus: Fungus clipeiformis lethalis, mistschwemme gifftige pültz. Brandpilze werden von ihm ebenfalls erwähnt und als krankhafter Wuchs der Pflanzen verstanden.
Neben dem „Hortus Lusatiae“ ist der überlieferte Briefwechsel mit Leonhart Thurneysser zum Thurn sowie mit Caspar Bauhin eine bedeutende Quelle für die botanischen und naturkundlichen Forschungen von Franke.